# サブライム (ラジオドラマ)
『サブライム』（さぶらいむ）は、日本のラジオドラマ作品。シナリオバンク、プレイワークス（主宰：岩井俊二）によるプレイワークスプロジェクトラジオドラマ第10弾。

## 概要
JFN系『円都通信 -YEN TOWN REPORT-』にて、2005年7月9日から2005年8月13日（メイキング放送含む）まで、全7話放送。2006年3月15日にはavex traxより1万枚限定でCD（CCCD仕様）が発売された。 
なお、これが森 顕一朗（もりけんいちろう）の脚本2作目となる。

## スタッフ
- 脚本: 森顕一朗（もりけんいちろう）
- 監督: 藤本康生（ふじもとやすお）
- 制作: REALWAVE

## キャスト
- 芦名巴／語り役　　: 田島令子
- 橋本奈々子／キヨ役: 肘井美佳
- 水連坊／岡田役　　: 団時朗
- 芦名定盛役　　　　: 小池雄介
- 星野千佳役　　　　: キムラ緑子
- 星野佑司役　　　　: 金剛地武志
- 山内亮／九兵衛役　: 塩澤英真
- 星野翔太役　　　　: 佐藤翔
- 星野由紀役　　　　: 藤田理恵子